# 2e inspection de l'armée (Empire allemand)

Le 2e inspection de l'armée est une inspection de l'armée de l'Empire allemand.

## Statut en 1889
- Inspecteur général : Generalfeldmarschall Georg prince de Saxe, duc de Saxe
- Quartier général : Dresde
- Unités subordonnées :
  - 5e corps d'armée
  - 6e corps d'armée
  - 12e corps d'armée

## Statut en 1906
- Inspecteur général : Generaloberst Bernhard prince héritier de Saxe-Meiningen
- Quartier général : Meiningen
- Unités subordonnées :
  - 5e corps d'armée
  - 6e corps d'armée
  - 12e corps d'armée
  - 19e corps d'armée (de)

## Statut en 1914
- Inspecteur général : Generaloberst Josias von Heeringen
- Quartier général : Berlin
- Unités subordonnées :
  - Corps de la Garde à Berlin
  - 12e corps d'armée
  - 19e corps d'armée